# Petz Ernő
Petz Ernő (1937–) okl. gépészmérnök, kandidátus, címzetes egyetemi tanár, író, a Paksi Atomerőmű Rt. nyugdíjas vezérigazgatója.

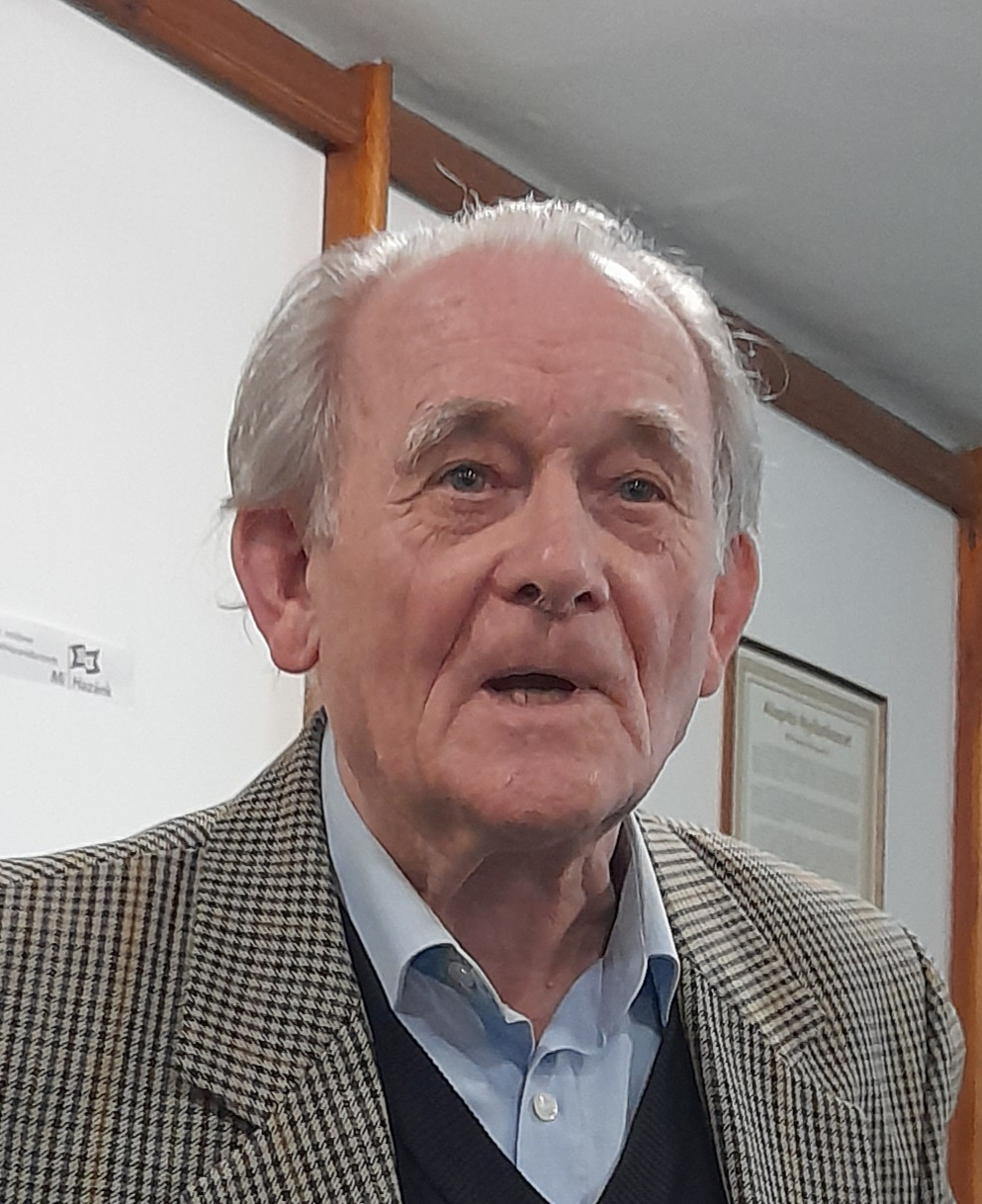
Petz Ernő

## Élete
Többgenerációs svábként született Tolna vármegyében (1937), és elsőgenerációs értelmiségiként vált mérnökké a Műegyetemen (1960).

## Szakmai, oktatói pályafutása
1960-ben végzett a Műegyetem gépészmérnöki karán hőerőgépészként. Diploma után Lévai professzor meghívására tanérsegédként egyetemi oktatóként folytatta munkáját, közel 20 évig maradt a tanszéken, 1979-ig a Hőerőművek Tanszék tanársegéde, adjunktusa.
1979-től a Paksi Atomerőmű fejlesztési osztályvezetője, 1984-től az MVM műszaki-gazdasági tanácsadója, osztályvezetője, főmérnöke. 1989-ben visszatér a Műegyetemre, a Nukleáris Technikai Intézet osztályvezetőjeként a tanreaktor gazdája, docens, igazgatóhelyettes. 
A rendszerváltozás során pályázat útján a Paksi Atomerőmű Rt. vezérigazgatója (1991-94).
1970-ben egyetemi doktori, 1980-ban kandidátusi címet szerez, 1993 óta címzetes egyetemi tanár. 1971-72-ben a Stuttgarti Egyetem vendégkutatója.
Oktatási és kutatási tevékenysége szerteágazó az energetika, hő- és atomerőművek, erőművi irányítástechnika és rendszertechnika területén. Szoros együttműködést alakít ki az erőműiparral.

## Publikációk, írások, előadások
Nyolc szakkönyv, ill. egyetemi jegyzet, 60 tudományos cikk, számos kutatási jelentés/tanulmány szerzője/társszerzője. 
A 90-es évektől kezdve érdeklődése az energiapolitika felé fordul. 
A www.energiaakademia.lapunk.hu honlap társalapítója, itt több mint 320 írása jelenik meg, elsősorban a klíma- és energiapolitika tárgykörében.

## Kitüntetések
2020-ban az energetika, különösen a hő- és atomerőművek, illetve az erőművi irányítás- és rendszertechnika területén végzett több évtizedes tudományos, valamint oktatói munkája elismeréseként a Magyar Érdemrend Lovagkeresztje polgári tagozata kitüntetésben részesült.
2021-ben a NOVOFER Alapítvány kuratóriuma döntése alapján Gábor Dénes Életmű-díjjal tüntették ki.